# Tialidia trulla
Tialidia trulla är en insektsart som beskrevs av Nielson 1991. Tialidia trulla ingår i släktet Tialidia och familjen dvärgstritar. Inga underarter finns listade i Catalogue of Life.